# 509年
| 千纪： | 1千纪                                                                                           |
| 世纪： | 5世纪 \| 6世纪 \| 7世纪                                                                         |
| 年代： | 470年代 \| 480年代 \| 490年代 \| 500年代 \| 510年代 \| 520年代 \| 530年代                       |
| 年份： | 504年 \| 505年 \| 506年 \| 507年 \| 508年 \| 509年 \| 510年 \| 511年 \| 512年 \| 513年 \| 514年 |
| 纪年： | 己丑年（牛年）；北魏永平二年；柔然建昌二年；南朝梁天监八年；高昌承平八年                        |

## 大事记
- 北魏宣武帝蒿山行宮起建，孝明帝正光元年（520年）又改建為寺廟，即為後來的嵩岳寺。

## 出生
- 欽明天皇，日本第29代天皇

## 逝世
- 南梁朝前太中大夫顧憲之病逝。
- 南齊朝巴陵郡王蕭寶義逝世。
- 北魏京兆王妃楊奧妃因夫婿起兵失敗被俘，遭宣武帝處死。